# Великі крила
«Великі крила» (рос. Большие крылья) — радянський художній фільм 1937 року режисера Михайла Дубсона. Соціально-психологічна драма про авіаконструктора, що переживає катастрофу свого літака, на борту якого загинули люди. Незабаром після випуску в прокат фільм був знятий з екранів. Вважається втраченим.

## Сюжет
У фільмі зображувалася спроба самогубства головного героя — авіаконструктора Кузнецова, який таким чином хотів спокутувати провину перед людьми, загиблими під час аварії спроектованого ним надпотужного пасажирського літака. Сюжет був пов'язаний з найбільшим літаком того часу «Максим Горький», який зазнав аварії в 1935 році.

## У ролях
- Борис Бабочкін — конструктор Кузнецов
- Освальд Глазунов — Ілля Прибитков, секретар парткомітету
- Борис Блінов — Сергій, перший пілот
- Хільда Еннінгс — Лотта Рогге, інженер
- Юхим Альтус — Загривкін
- Борис Дмоховського — Берьозкін, інженер
- Андрій Апсолон — Борька
- Олена Юнгер — Люба, дружина Кузнецова
- Зоя Федорова — Льоля
- Михайло Астангов — керівний товариш
- В'ячеслав Волков — другий пілот
- Олексій Алексєєв — старий робітник
- Павло Суханов — перехожий
- Борис Феодос'єв — репортер
- Петро Нікашин — бортмеханік

## Знімальна група
- Режисер-постановник: Михайло Дубсон, Карл Гаккель
- Автори сценарію: Михайло Дубсон, Олексій Гаррі
- Художники-постановники: Павло Бетакі, Едуард Криммер
- Композитор: Валерій Желобинський
- Оператор: Володимир Рапопорт
- Звукооператори: В'ячеслав Бургов, Лев Вальтер